# 點紋伴麗魚
點紋伴麗魚，為輻鰭魚綱鱸形目隆頭魚亞目慈鯛科的其中一種，分布於非洲獅子山至喀麥隆的淡水、半鹹水流域，體長可達12公分，棲息在植被覆蓋的溪流、湖泊、沼澤、潟湖等水域，能忍受鹽度變化，屬雜食性，具有侵略性，成魚會守護巢及仔魚，可作為觀賞魚。

## 擴展閱讀
維基物種上的相關：點紋伴麗魚